# معاهدة الحدود الدولية بين السعودية والعراق
معاهدة الحدود الدولية بين السعودية والعراق هي اتفاقية حدودية جرى التوقيع عليها بين المملكة العربية السعودية وجمهورية العراق عام 1981.

## الوصف
بعد توقيع اتفاقية العقير ومعاهدة المحمرة عام 1922 بين السعودية والعراق. بشأن تسوية الملف الحدودي بين البلدين، استمرت المحادثات بين البلدين لعدة أعوام وتم اعتمادها بين البلدين المملكة العربية السعودية والجمهورية العراقية والتي انتهت إلى معاهدة الحدود الدولية بين السعودية والعراق و وقعت في جدة عام 1981. تم في المعاهدة تعديل خط الحدود بين السعودية والعراق، وكذلك تم تقسيم المنطقة المحايدة بين الدولتين مناصفة من حيث السيادة والثروات الطبيعية.